# Nöllenberg
Nöllenberg ist eine Hofschaft im Wuppertaler Wohnquartier Herbringhausen im Stadtbezirk Langerfeld-Beyenburg. 

## Geografie
Die Hofschaft liegt auf 280 m ü. NHN südlich des Beyenburger Stausees, ein Aufstau der Wupper bei Beyenburg. Bei der Hofschaft entspringt der Nöllenberger Bach, östlich liegt das Lohbachtal, die Stadtgrenze zu Radevormwald. Benachbarte Orte sind Stoffelsberg, Rottland, Oberdahl und Kotthausen.

## Geschichte
Im Mittelalter war Nöllenberg neben 15 weiteren Höfen zur Honschaft Walbrecken im Kirchspiel Lüttringhausen des Amtes Beyenburg. 1547 ist in einer Liste der Hand- und Spanndienste eine Wohnstätte belegt. 1715 wird der Weiler auf der Topographia Ducatus Montani als Noellenberg bezeichnet.
Nördlich von Nöllenberg verlief die Elberfelder Linie der Bergischen Landwehr.
1815/16 lebten 29 Einwohner im Ort. 1832 war Nöllenberg weiterhin Teil der Honschaft Walbrecken, die nun der Bürgermeisterei Lüttringhausen angehörte. Der laut der Statistik und Topographie des Regierungsbezirks Düsseldorf als Weiler bezeichnete Ort besaß zu dieser Zeit acht Wohnhäuser und zwei landwirtschaftliche Gebäude. Zu dieser Zeit lebten 51 Einwohner im Ort, sieben katholischen und 44 evangelischen Glaubens. Im Gemeindelexikon für die Provinz Rheinland von 1888 werden fünf Wohnhäuser mit 49 Einwohnern angegeben.
Am 19. März 1945 stürzte eine britische Handley Page Halifax mit der Kennung MZ-741 nach Beschuss durch einen deutschen Nachtjäger bei Nöllenberg ab. Der Bomber befand sich auf dem Rückflug von einem Angriff auf Witten. Sechs der sieben französischen Crewmitglieder kamen ums Leben und wurden auf dem katholischen Friedhof in Beyenburg bestattet und 1951 umgebettet. Nur der Funker Renè Reynaud überlebte den Abschuss und geriet in Kriegsgefangenschaft. Im Jahre 2013 haben ehrenamtliche Mitarbeiter des LVR-Amtes für Bodendenkmalpflege Teile des Bombers geborgen.

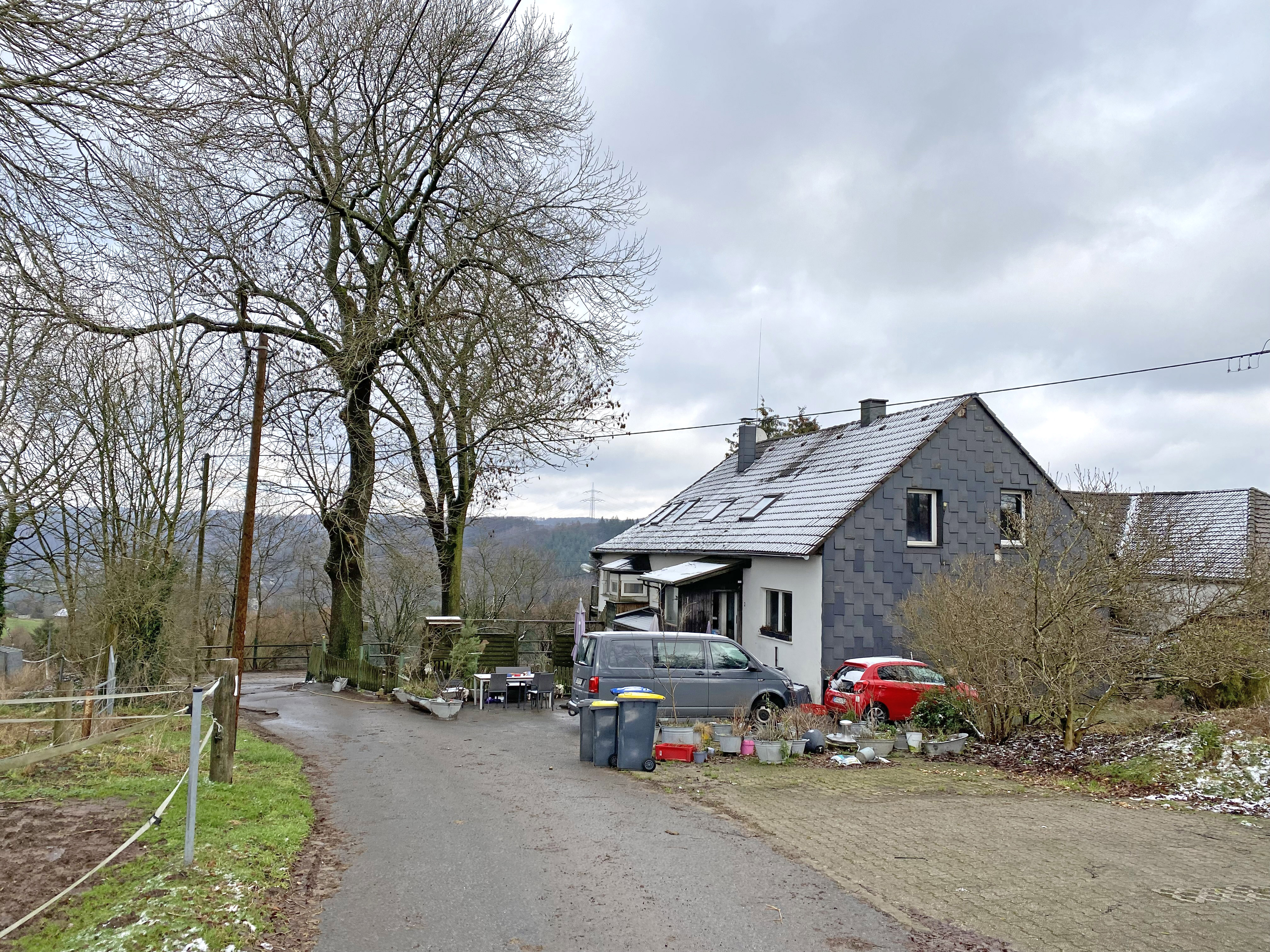
Separat im Nordosten: Nöllenberg 2
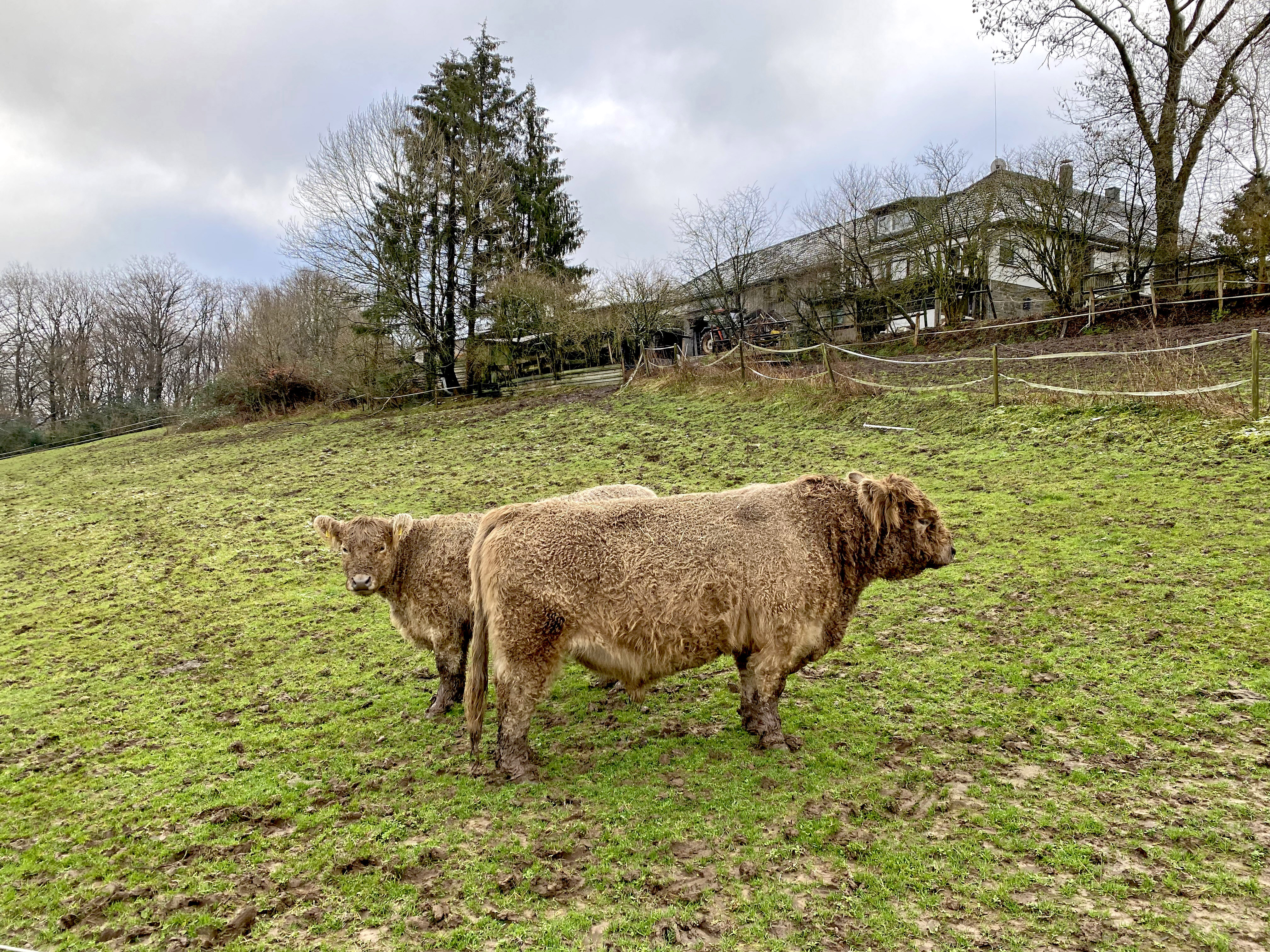
Nöllenberg 2 mit Galloway-Rindern
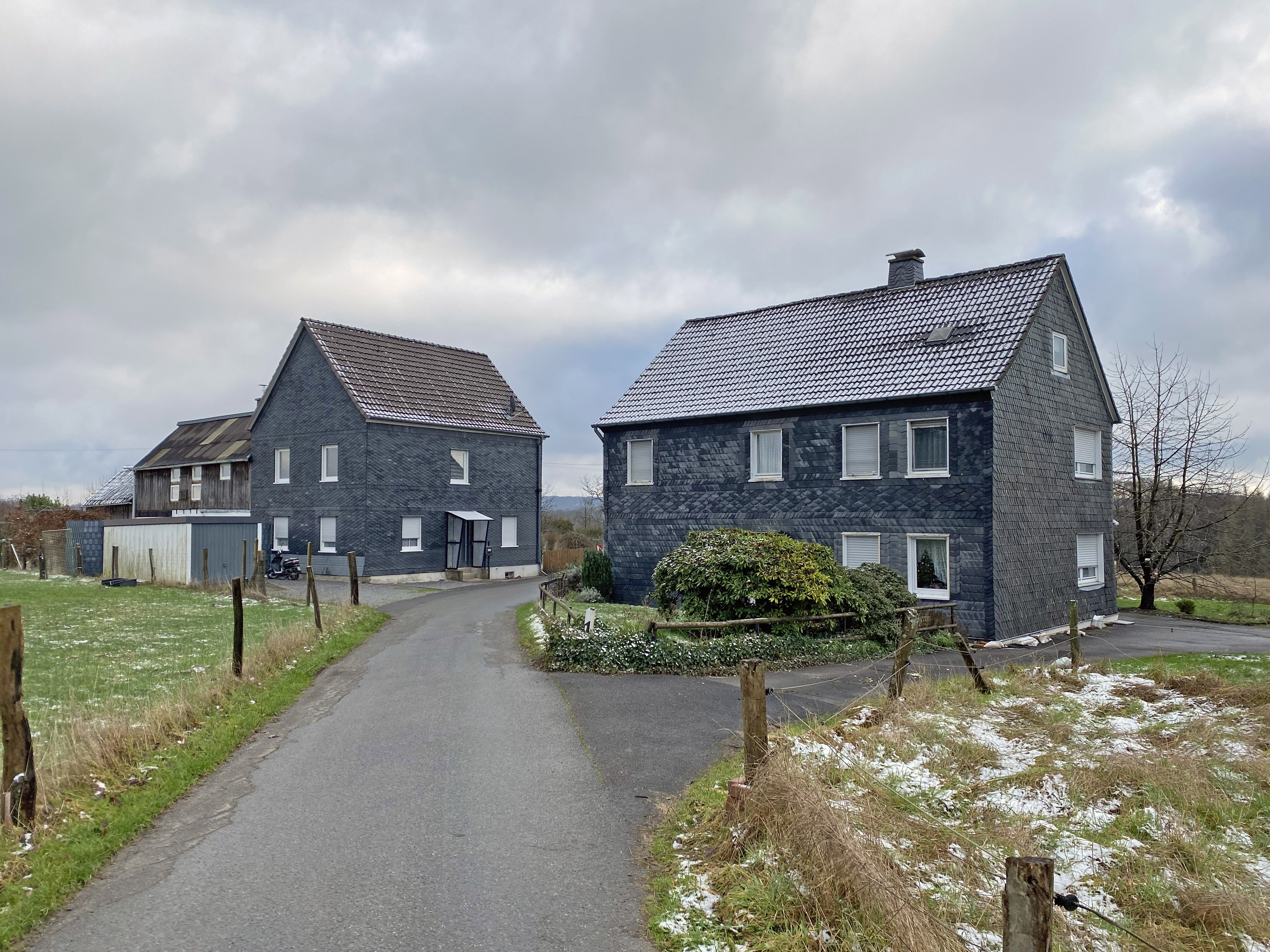
Nöllenberg 4, 5
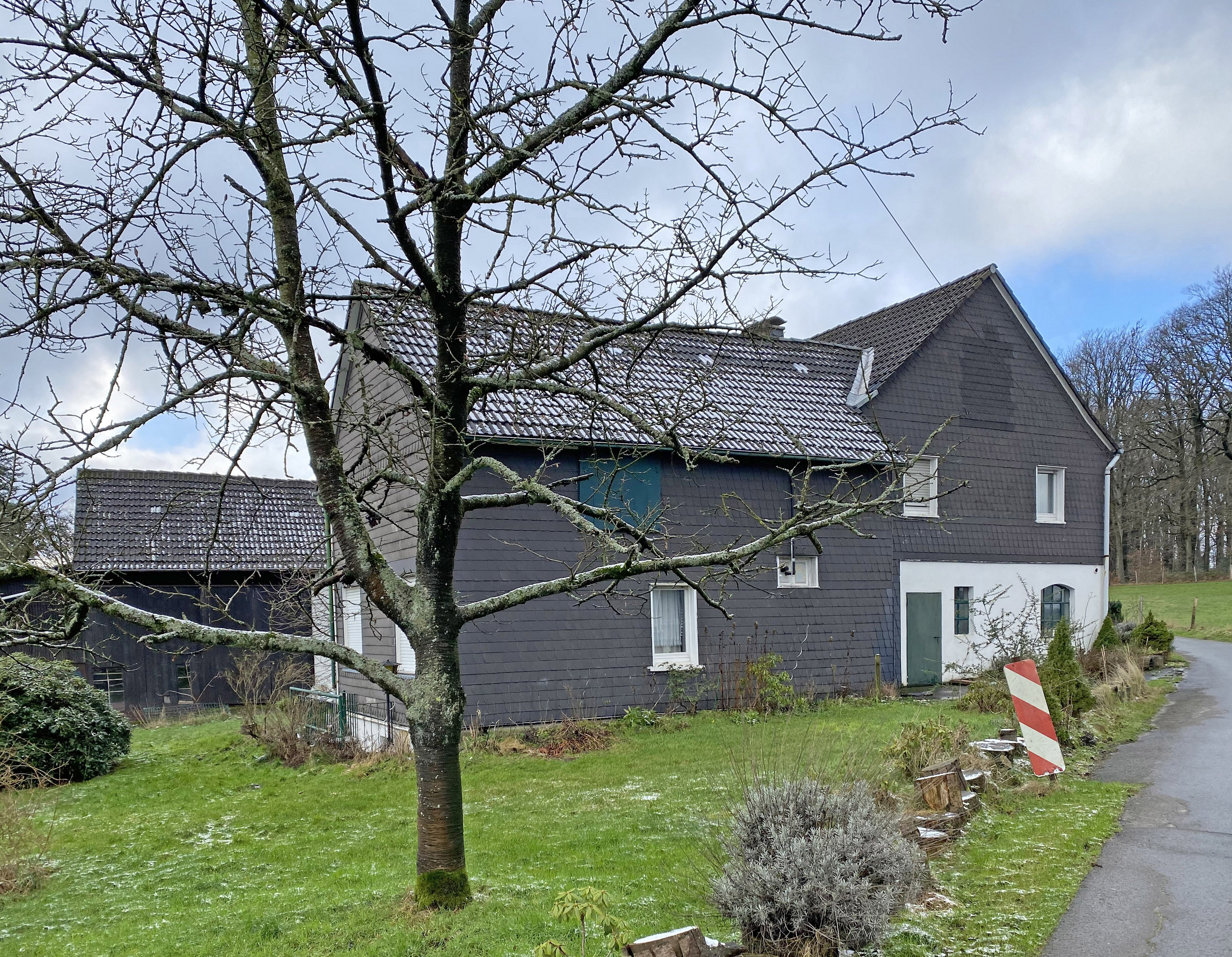
Nöllenberg 5